# Estornell de Rarotonga
L'estornell de Rarotonga (Aplonis cinerascens) és un ocell de la família dels estúrnids (Sturnidae)). El seu estat de conservació es considera vulnerable.

## Hàbitat i distribució
Habita els boscos de les muntanyes de l'illa de Rarotonga, a les illes Cook.